# Léguillac-de-l’Auche
Léguillac-de-l’Auche – miejscowość i gmina we Francji, w regionie Nowa Akwitania, w departamencie Dordogne.
Według danych na rok 1990 gminę zamieszkiwało 635 osób, a gęstość zaludnienia wynosiła 44 osób/km² (wśród 2290 gmin Akwitanii Léguillac-de-l’Auche plasuje się na 619. miejscu pod względem liczby ludności, natomiast pod względem powierzchni na miejscu 793.).